# Cerastis mucida
Cerastis mucida là một loài bướm đêm trong họ Noctuidae.